# ديرليس أيالا
ديرليس أيالا (بالإسبانية: Derlis Ramón Ayala)‏ هو منافس ألعاب قوى باراغواياني، ولد في 7 يناير 1990 في سيوداد ديل استي في باراغواي.

## وصلات خارجية
- ديرليس أيالا على موقع الاتحاد الدولي لألعاب القوى (الإنجليزية)
- ديرليس أيالا على موقع أوليمبيديا (الإنجليزية)